# فيرغوس كروفورد
فيرغوس كروفورد (1933 بدبلن في جمهورية أيرلندا - 1985) (بالإنجليزية: Fergus Crawford)‏ هو لاعب كرة قدم أيرلندي في مركز الدفاع.

## وصلات خارجية
- فيرغوس كروفورد على موقع قاعدة بيانات كرة القدم.إي يو (الإنجليزية)